# 甘河镇 (鄂伦春自治旗)
甘河镇，是中华人民共和国内蒙古自治区呼伦贝尔市鄂倫春自治旗下辖的一个乡镇级行政单位。

## 行政区划
甘河镇下辖以下地区：
林风社区、八岱山社区、大白山社区、蓝莓社区和甘泉社区。